# 3 Corvi
3 Corvi, som är stjärnans Flamsteed-beteckning, är en ensam stjärna, belägen i den sydöstra delen av stjärnbilden Korpen. Den har en skenbar magnitud av 5,45 och är svagt synlig för blotta ögat där ljusföroreningar ej förekommer. Baserat på parallaxmätning inom Hipparcosuppdraget på ca 17,0 mas, beräknas den befinna sig på ett avstånd på ca 192 ljusår (ca 59 parsek) från solen. Den rör sig bort från solen med en heliocentrisk radialhastighet på ca 14 km/s.

## Egenskaper
3 Corvi är en blå till vit stjärna i huvudserien av spektralklass A1 V. Den har en massa som är ca 2,1 solmassor, en radie som är ca 1,9 solradier och utsänder från dess fotosfär ca 10 gånger mera energi än solen vid en effektiv temperatur av ca 9 700 K. 
Ett överskott av infraröd strålning har observerats från 3 Corvi, vilket tyder på att en stoftskiva med en temperatur av 150 K kretsar kring värdstjärnan på ett avstånd av 14,7 AE.